# Madior Dior Yacine Isseu Fall
Pour les articles homonymes, voir Madior.
Madior Dior Yacine Isseu Fall  (Maajoor Yaasin Isa en wolof) est un damel du Cayor, c'est-à-dire le souverain d'un royaume pré-colonial situé à l'ouest de l'actuel Sénégal.
Succédant à son cousin Meïssa Bigué, il règne pendant trois ans, de 1763 à 1766.